# Культура Кременчука
Культура Кременчука — сукупність духовних і матеріальних цінностей, що були створені у Кременчуці та визначають духовно-суспільне життя кременчужан.
На сьогоднішній день у місті працюють:
- бібліотечні заклади — 88, з них:
  - комунальні — 20
  - інші — 68
- заклади культури клубного типу — 8, з них:
  - комунальні — 2
  - інші — 6
- комунальні музеї — 2
- парки культури і відпочинку — 3
- комунальні школи естетичного виховання для дітей — 4, з них:
  - музичні — 3
  - художня — 1 з двома філіями
- 3 відділення творчих національних спілок України
- спілка літераторів Кременчука «Славутич»

## Історія
На культурне життя помітний вплив мав адміністративний статус. У період, коли Кременчук був центром Новоросійської губернії, а потім Катеринославського намісництва і резиденцією князя Потьомкіна, значно пожвавилося і культурне життя.
Так, завдяки наміснику та губернатору Григорію Потьомкіну створюється перша музична академія. Директором був призначений відомий італійський композитор Джузеппе Сарті.

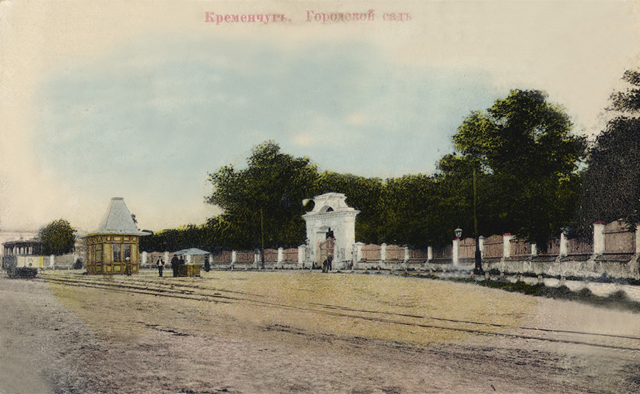
Міський сад

Починає роботу одна з перших друкарень в Україні. До приїзду Катерини II було відкрито Міський сад. У XIX столітті тут працювали атракціони, грав духовий оркестр, виступали самодіяльні театральні колективи.
На початку XIX століття в місті вже було приміщення для театру. На гастролях у Кременчуці побували Михайло Щепкін та Карпо Соленик. На кінець XIX ст. місто стає театральним: в ньому функціонує драматичний театр. На гастролі приїздять корифеї української сцени Кропивницький, Заньковецька, Старицький та ін. Відродження українського театру проходило на кременчуцькій сцені. В 1881 році була поставлена вистава «Наталка Полтавка» українською мовою.
Не можна обійти увагою і земляків — композиторів Миколи Лисенка, який бував у Кременчуці з гастролями свого хору та автора «Української симфонії» Михайла Калачевського, художників Дряпаченка та Литовченка. У 1893 році у місті відкривається одна з перших в Україні публічна бібліотека.
На початку XX ст. у Кременчуці працюють перші біоскопи, ілюзіони, приїздять циркові актори брати Дурови, грають оркестри Андрєєва, піаністи Рахманінов та Рубінштейн, виступає Собінов, починає свою театральну діяльність Утьосов.
З лекціями приїжджають історик Яворницький, поет Сологуб, письменник Вересаєв, розпочинає свою педагогічну діяльність Антон Макаренко.

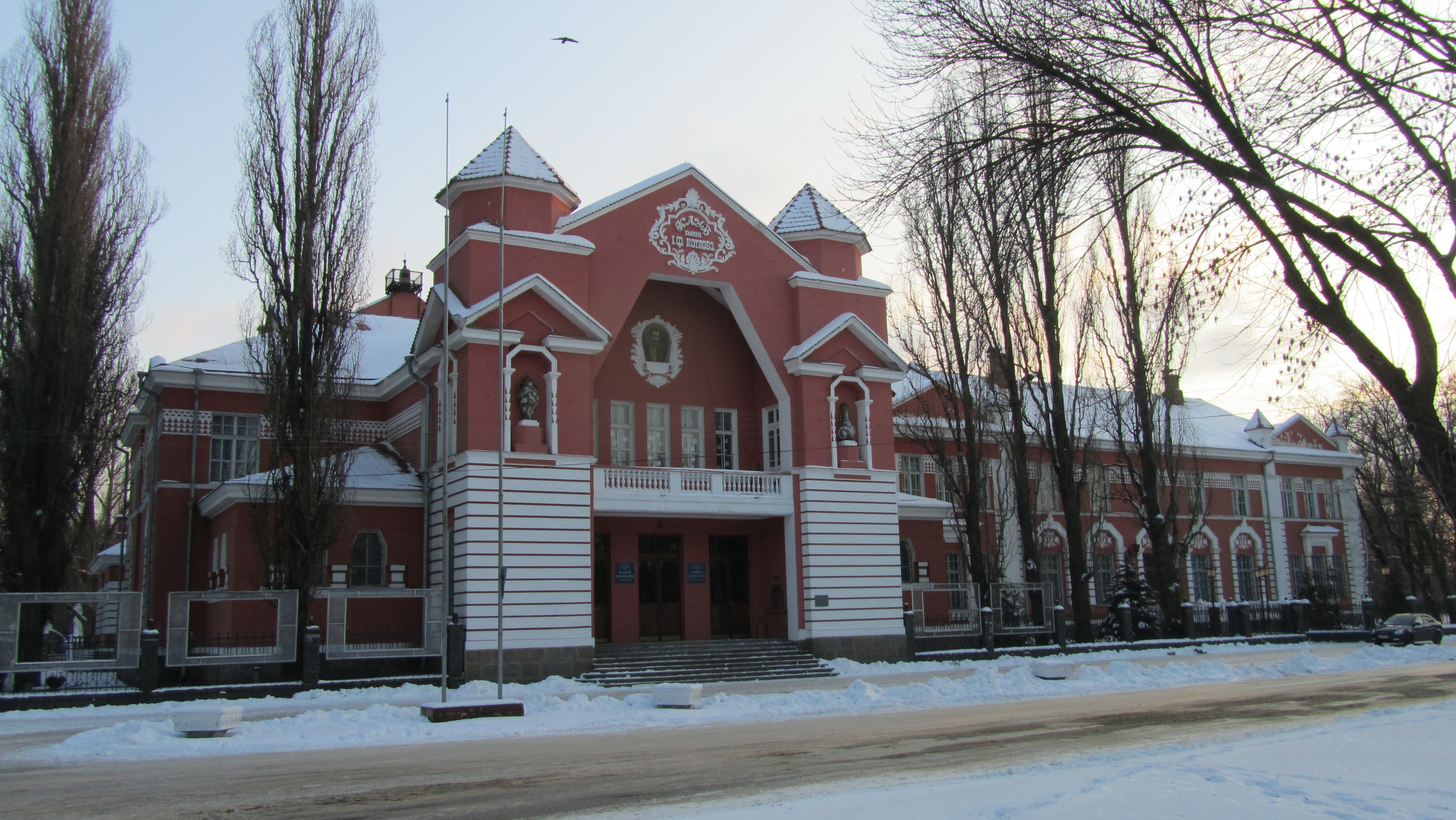
Клуб імені І. Ф. Котлова (Кременчук)

Після років Визвольних змагань, коли були зруйновані і культурні традиції, починається будівництво соціалістичної культури. Повністю було реконструйовано приміщення театру, який став основою культури. Відкриваються робітничі клуби. 1 травня 1927 року відкрив двері клуб ім. Котлова, збудований методом народної будови. Зараз це пам'ятка архітектури.
З 1935 року працює кременчуцький цирк. У 1937 році приймає перших відвідувачів експозиція краєзнавчого музею. У 1939 році у Кременчуці працює 15 клубів, 39 бібліотек, драматичний театр, цирк.
Під час Другої Світової війни багато закладів культури були повністю знищені, лише деякі підлягали відновленню.
У часи післявоєнної відбудови почався бурхливий ріст промисловості та економіки у місті, що сприяло розвитку галузі «Культура».

### Сьогодення
Згідно з рішенням міської ради від 27 червня 2007 року «Про перетворення відділу культури міськвиконкому в управління культури і туризму Кременчуцької міської ради», відділ культури виконкому Кременчуцької міської ради реорганізований шляхом перетворення в управління культури і туризму Кременчуцької міської ради.

## Бібліотеки
У місті діють 2 комунальні централізовані бібліотечні системи для дорослих та дітей (20 філій):
| Централізована бібліотечна система для дорослих | Централізована бібліотечна система для дорослих       | Централізована бібліотечна система для дорослих |
| №                                               | Назва закладу                                         | Адреса                                          |
| ----------------------------------------------- | ----------------------------------------------------- | ----------------------------------------------- |
| 1                                               | Центральна бібліотека для дорослих ім. О. М. Горького | вулиця Європейська, 66/13                       |
| 1                                               | Читальний зал                                         | вул. Соборна, 9/16                              |
| 1                                               | Абонемент                                             | вул. Соборна, 11                                |
| 2                                               | Бібліотека-філія № 1 ЦБС для дорослих                 | вул. І. Приходька, 32                           |
| 3                                               | Бібліотека-філія № 2 ЦБС для дорослих                 | просп. Свободи, 77                              |
| 4                                               | Бібліотека-філія № 3 ЦБС для дорослих                 | вул. Республіканська, 65                        |
| 5                                               | Бібліотека-філія № 4 ЦБС для дорослих                 | просп. Лесі Українки, 5                         |
| 6                                               | Бібліотека-філія № 5 ЦБС для дорослих                 | вул. Ракетна, 3                                 |
| 7                                               | Бібліотека-філія № 6 ЦБС для дорослих                 | проїзд Арсенальний, 5                           |
| 8                                               | Бібліотека-філія № 7 ЦБС для дорослих                 | вул. Гурамішвілі, 2                             |
| 9                                               | Бібліотека-філія № 8 ЦБС для дорослих                 | вул. Миру, 13                                   |
| 10                                              | Бібліотека-філія № 9 ЦБС для дорослих                 | вул. Мічуріна, 73                               |
| 11                                              | Бібліотека-філія № 10 ЦБС для дорослих                | вул. Ціолковського, 76                          |

| Централізована бібліотечна система для дітей | Централізована бібліотечна система для дітей       | Централізована бібліотечна система для дітей |
| №                                            | Назва закладу                                      | Адреса                                       |
| -------------------------------------------- | -------------------------------------------------- | -------------------------------------------- |
| 1                                            | Центральна бібліотека для дітей ім. І. Ф. Торубари | вул. Соборна, 12/16                          |
| 2                                            | Бібліотека-філіал № 1 ЦБС для дітей                | вул. Приходька, 32                           |
| 3                                            | Бібліотека-філіал № 2 ЦБС для дітей                | просп. Свободи, 68                           |
| 4                                            | Бібліотека-філіал № 4 ЦБС для дітей                | просп. Лесі Українки, 13                     |
| 5                                            | Бібліотека-філіал № 5 ЦБС для дітей                | вул. Республіканська, 65                     |
| 6                                            | Бібліотека-філіал № 6 ЦБС для дітей                | вул. Миру, 13                                |
| 7                                            | Бібліотека-філіал № 7 ЦБС для дітей                | вулиця Європейська, 66/13                    |
| 8                                            | Бібліотека-філіал № 8 ЦБС для дітей                | вул. Велика Набережна, 17                    |
| 9                                            | Бібліотеки-філіал № 9 ЦБС для дітей                | вул. В. Інтернаціоналістів, 11               |

Крім комунальних бібліотек діють:
- 8 науково-технічних бібліотек

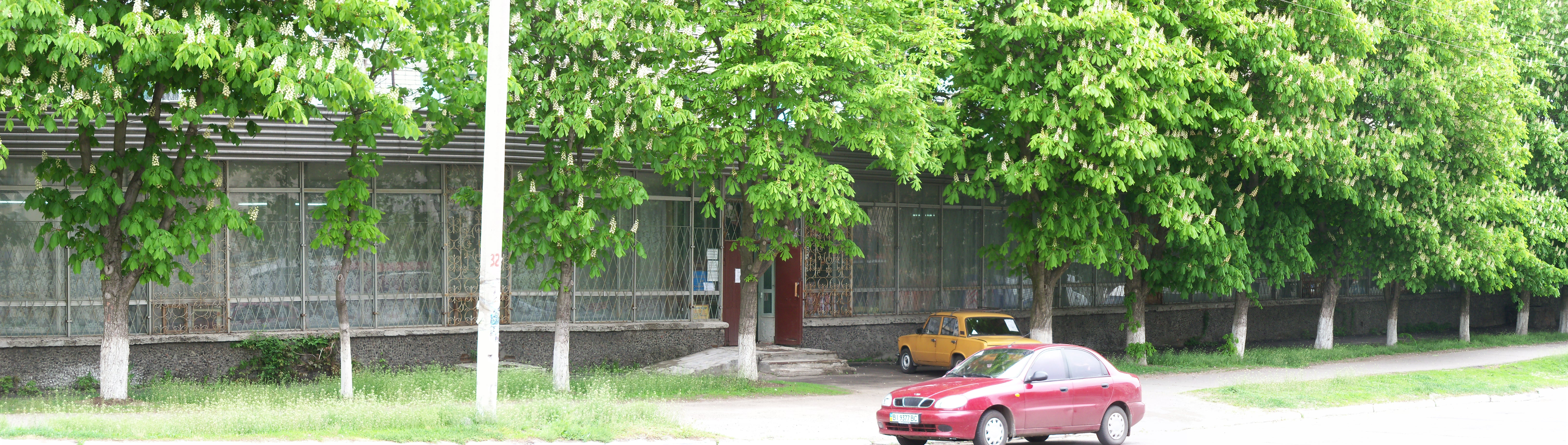
Центральна бібліотека для дорослих ім. О. М. Горького на вулиці Європейській

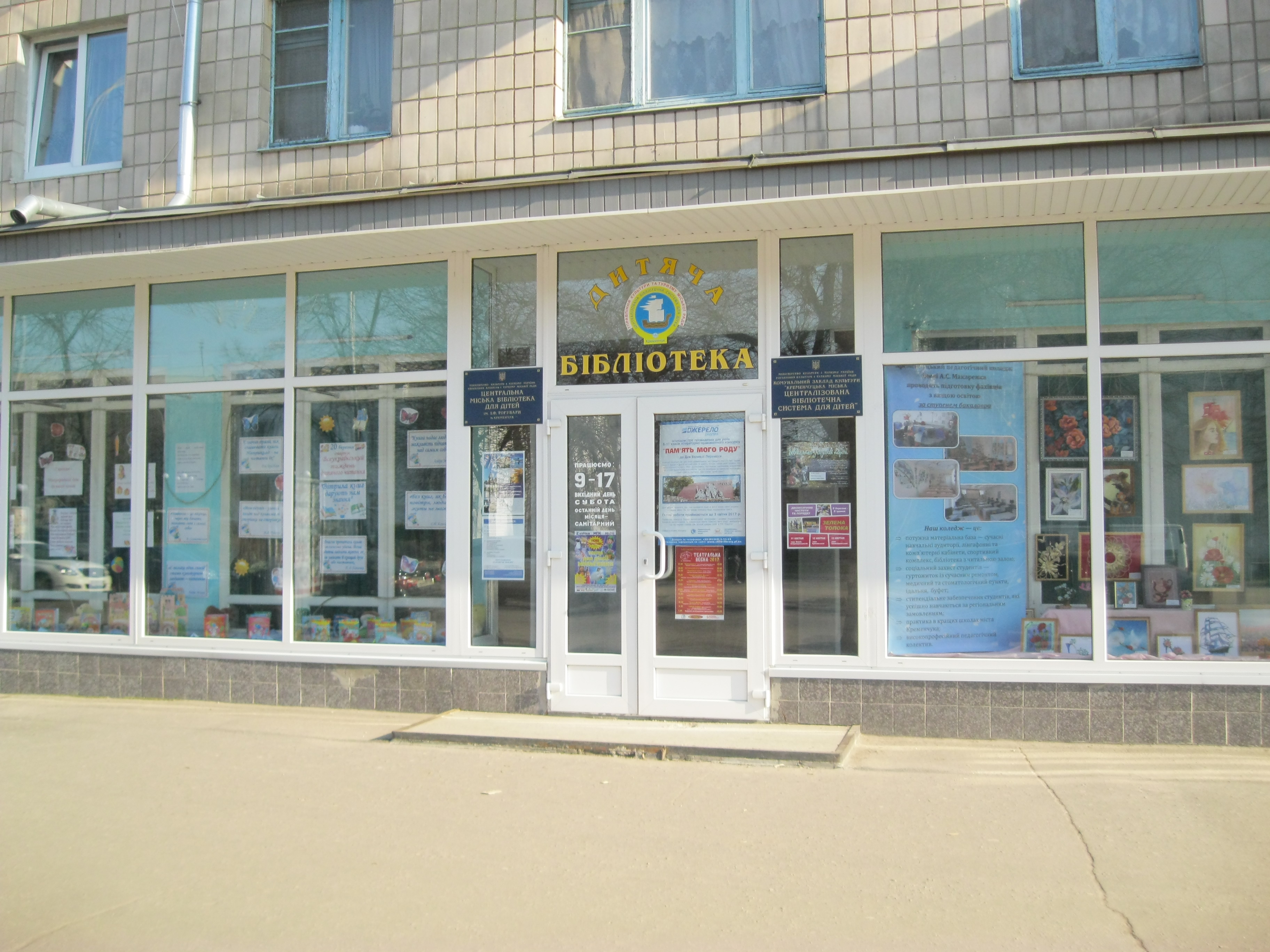
Центральна бібліотека для дітей ім. І. Ф. Торубари на вулиці Соборній

- 7 бібліотек навчальних закладів різних рівнів акредитації
- 7 бібліотек системи профтехосвіти
- 33 шкільних бібліотек
- 4 спеціалізовані бібліотеки

## Музеї та галереї
- Краєзнавчий музей
- Музей А. С. Макаренка
- 5 громадських народних музеїв

Кременчуцький краєзнавчий музей

За роки Незалежності у місті відкрилися Центр культури і дозвілля, Міська картинна галерея, Картинна галерея Наталії Юзефович, Музей авіації і космонавтики.

## Палаци культури
Осередками культури у Кременчуці є палаци культури:
- Міський палац культури
- Палац культури «Кредмаш»
- Палац культури «КрАЗ»
- Палац культури ім. І. Ф. Котлова
- Палац культури «Нафтохімік»

Найбільшим є Міський палац культури ім. Петровського. Завдяки потужностям — площам і технічному оснащенню він якнайкраще пристосований для проведення культурних та суспільних заходів — концертів, виставок, ярмарок, аукціонів різноманітного профілю. Крім цього у палаці розміщено 26 гуртків народної самодіяльності, 8 з яких носять звання «народних». На його сцені гастролюють театральні трупи з різних міст України та ближнього зарубіжжя, проходять всі виступи фольклорних колективів, зірок естради: Ані Лорак, Тіна Кароль, Пилип Кіркоров, Валерій Леонтьєв, Валерій Меладзе, Потап і Настя Каменських. Тут же проходять різноманітні інші заходи, акції, шоу, торговельні виставки тощо (наприклад, саме у палаці відбувалися кастинги до популярних телепроєктів каналу СТБ талант-шоу Україна має талант під своєрідною назвою «Кременчук має талант»
).
Палац культури «Кредмаш» — палац культури у Кременчуці. За своєю значимістю палац поступається МПК Петровського. Тут зазвичай проходять новорічні вистави для дітей робітників заводу, випускні бали, інші концерти, семінари, зустрічі. При палаці функціонують гуртки дитячої творчості: театр танцю Світлани Шумкової, вокальний шоу-гурт «Люстерко», шоу-гурт «Молодість».
Будівля ПК «КрАЗ» є пам'яткою архітектури. Станом на 2005 рік у палаці діяли наступні гуртки для дітей: зразковий колектив народного танцю «Маргаритки», колектив народного танцю «Калинонька», народний колектив бального танцю «Сузір'я», зразковий колектив бального танцю «Ручеёк», колектив естрадного танцю.
Єдиним палацом культури та найпотунішим осередком культури на правобережжі є Палац культури ім. І. Ф. Котлова. Будівля палацу є історичною та культурною пам'яткою унікальної архітектури. Його статус регламентує Постанова Кабміну від 3 вересня 2009 року «Про занесення об'єктів культурної спадщини національного значення до Державного реєстру нерухомих пам'яток України». Станом на 2005 рік у палаці діяли наступні гуртки для дітей: народний ансамбль бального танцю «Астра», дитячий ансамбль народного танцю «Цвіт калини», дитячий ансамбль естрадного танцю.
Палац культури «Нафтохімік» є основним осередком культури та творчості у мікрорайоні Молодіжне. Тут проходять ігрова та пізнавальні програми для дітей і підлітків, вечора відпочинку, конкурси, святкування. У літній період організовуються і проводяться і проводяться вечори відпочинку для робітників заводу у профілакторії «Ивушка» та дітей в оздоровчому таборі «Сонячний».

## Кінотеатри
- Кінопалац у будівлі НК «Зебра»
- Кінотеатр у ПК «Нафтохімік»
- Кінотеатр у ТРЦ «Галактика»

## Театр, балет та естрадне мистецтво

### Театр, балет
У КрНУ з 2001 року діє Театр-студія «Лілея».. На базі ПК Кредмаш діє балет Світлани Шумкової, який наприкінці квітня в Угорщині на V-му міжнародному фестивалі «Веспремські весняні ігри» отримав дві золоті медалі у номінації «класична хореографія» у двох вікових категоріях: 8-12 років та 16-22 роки. На цьому фестивалі отримав золоту нагороду Зразковий ансамбль естрадно-спортивного танцю «Фурор», який теж працює на базі ПК Кредмаш.
У місті з 2006 року діє трупа «Кременчуцького Троїцького театру», до того існував як Народний театр ДК «Нафтохімік» АТ «Укртатнафта». Кожного року, навесні, колектив театру проводить захід «Кременчуцька театральна весна», у якому беруть участь трупи з інших міст України.
Існує Народний театр «Аскал», режисер Максим Воробйов. Вистави «Вдовы», автор С.Мрожек, «Один раз не пи…», автор Д.Новацкий, «За закрытыми дверями», автор Ж.Сартр, «Три акта» та ін.

### Вокал
Одним з найвідомішим співаком-кременчужаном є Артем Зорін — неодноразовий переможець різних вокальних конкурсів.
У КрНУ імені Михайла Остроградського діє Народна аматорська вокальна студія «Домінанта». Колектив було створено 1 вересня 2003 року. Його учасники — юнаки та дівчата, що навчаються в КрНУ та бажають творчої самореалізації. Колектив багаторазово брав участь в гала-концертах в театрі ім. Гоголя в м. Полтава та постійним учасником міських концертів м. Кременчука, молодіжних акцій та програм. Жоден захід КрНУ від офіційних загально-університетських до факультетських концертів та дискотек не обходиться без виступів учасниківт вокальної студії.
Відомі у місті гурти: «Don't stop», «Ельза», «Т4», «Екстазі», «Р. К.С».

### КВН
У місті регулярно проводяться ігри команд КВН. Кожного року проходять ігри відкритої Кременчуцької ліги КВН, відкритий фестиваль КВН «Кубок гумору» відкритий чемпіонат КВН на Кубок ректора КрНУ за участю команд ВНЗ та коледжів Кременчука та команд з інших міст.

## Парки та сквери

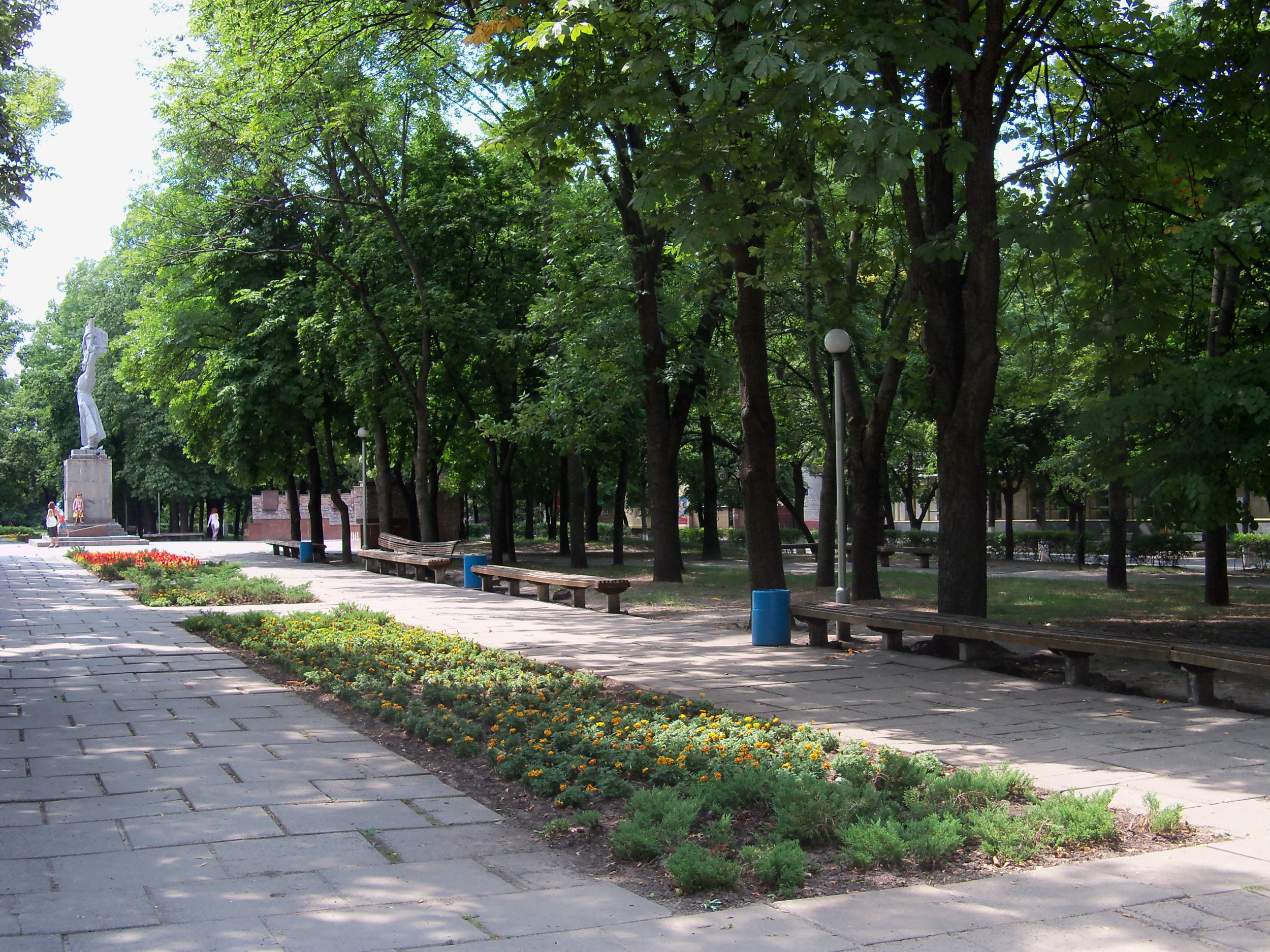
Сквер імені Олега Бабаєва

Зелені масиви міста Кременчука представлені у вигляді 8 парків, 8 скверів та 3 бульварів, розташованих в різних частинах міста, різновікових соснових насаджень у північно-східній частині околиць, прилеглих до міста островів, а також вуличних та внутрішньо квартальних насаджень.
Зелені насадження Кременчука, згідно з даними міського управління житлово-комунального господарства, займають площу 3440 га, з них загального користування — 480 га. На одного жителя припадає близько 15 м² зелених насаджень, що втричі менше норм затверджених Всесвітньою організацією охорони здоров'я. Зелену зону міста утворюють 8 парків, 8 скверів, 3 бульвари, зелена зона вздовж набережної.
| Парки - Студентський парк - Міський сад - Парк Воїнів-інтернаціоналістів - Парк Крюківського вагонобудівного заводу - Парк Миру - Парк МЮДа - Парк Ювілейний - Придніпровський Парк | Сквери - Володимирівський - ім. Олега Бабаєва - Кагамлицький - Київський - Кленовий - Космос - Небесної сотні - Імені І. К. Пономаренка - Сосновий - Юність |

## Спорт
Щорічно в місті проводяться комплексні та багатоступеневі спортивні заходи, змагання районних, міського, обласного та державного рівнів серед всіх верств та груп населення. Всіма видами фізкультурно-оздоровчої та спортивно-масової роботи охоплено 47,3 тис. осіб, що становить 20,4 % від загальної кількості мешканців міста.
У серпні 2008 року у м. Пекіні (Китай) відбулись XXIX літні Олімпійські ігри, учасницею яких була спортсменка-кременчужанка Мельниченко Ганна (легка атлетика) та посіла 15-те місце у легкоатлетичному семиборстві. Членами національних збірних команд України є: Карпець Артем — бокс, Пояцика Денис — бокс.
Кандидати до національної збірної команди України: Волошин Андрій — дзюдо, Волошин Вадим — дзюдо, Картошкін Микола — дзюдо, Попович Віталій — дзюдо, Кривенко Альона — дзюдо.
Станом на 1 січня 2009 року підготовлено:
- Заслужених майстрів спорту України — 1
- Майстрів спорту України міжнародного класу — 1
- Майстрів спорту України — 14
- Кандидатів у майстри спорту України — 39
- Спортсменів першого розряду — 78

Починаючи з 2003 року провідним спортсменам міста встановлюються та виплачуються стипендії Кременчуцької міської ради. За останні роки створено чотири нових комунальних заклади фізичної культури і спорту: міський футбольний клуб «Кремінь»; Автозаводський районний центр фізичного здоров'я населення «Спорт для всіх»; комплексна дитячо-юнацька спортивна школа «Авангард»; філія спеціалізованої дитячо-юнацької школи олімпійського резерву з боксу.
Станом на 1 січня 2009 року в місті діють
| - 9 комунальних закладів фізичної культури і спорту^ - ДЮСШ № 1 Крюківського району - ДЮСШ № 2 Автозаводського району - СДЮШОР з боксу - ДЮКСШ «Фаворит» - СДЮСШ з боротьби дзюдо - КДЮСШ «Авангард» - філія СДЮШОР з боксу - Автозаводський районний центр фізичного здоров'я населення «Спорт для всіх» - МФК «Кремінь» | - 2 відомчі заклади фізичної культури і спорту: - КДЮСШ № 1 фізкультурно-спортивного товариства «Спартак» - ДЮСШ № 1 фізкультурно-спортивного товариства «Україна» - ДЮСШ «Вагонобудівник» ВАТ «Крюківський вагонзавод» - 2 комунальні позаміські спортивно-оздоровчі комплекси - «Супутник» - «Зоряний» - 28 дитячо-юнацьких клубів за місцем проживання |

Існують громадські організації фізкультурно-спортивної спрямованості (товариства, асоціації, федерації, клуби), більшість з яких отримують часткову фінансову підтримку з міського бюджету (фізкультурно-оздоровчі клуби інвалідів, міська федерація баскетболу та «Кремінь-Політехнік», міська федерація футболу, міська федерація шахів, міські ради фізкультурно-спортивних товариств «Україна» та «Спартак» тощо).
У місті є 6 стадіонів, 2 плавальних басейни, 2 легкоатлетичні манежі, 14 стрілецьких тирів, ковзанка.

### Футбол
У місті є такі футбольні клуби: «Кремінь» (виступає у другій лізі чемпіонату України з футболу, у групі Б), «Адомс», «Вагонобудівник», «Нафтохімік».
Найвідоміший та найтитулованіший з кременчуцьких футбольних клубів — «Кремінь», який було створено у 1959 році під назвою Дніпро. З 1992 по 1997 рік команда — незмінний учасник «вищолігових» змагань.
Найбільшим досягненням «Кременя» у вищій лізі стало друге коло сезону 1995/1996, коли команду тренував відомий спеціаліст Валерій Яремченко, який привіз з «Шахтаря» Матвєєва, Ателькіна та Леонова. Результат — третє місце за підсумками матчів другого кола. Перед чемпіонатом 2000—2001 років Кремінь знявся зі змагань.
23 жовтня 2003 рішенням Кременчуцької міської ради було відроджено команду під назвою "Муніципальний футбольний клуб «Кремінь». Команда провела два переможні сезони в обласних змаганнях і 3 серпня 2005 МФК «Кремінь» отримав статус професійної команди, замінивши у другій лізі зняту зі змагань «Ворсклу-2». Зараз, у міжсезоння чемпіонату України 2011—2012 років, посідає у другій лізі у групі Б друге місце з 32 заліковими очками.

## Інтелектуальні ігри
У місті діє Клуб інтелектуальних ігор «Ерудит». На його основі майже щотижня протягом року проводяться змагання у різних турнірах зі спортивних варіантів ігор: Що? Де? Коли?, Брейн-ринг, Своя Гра, Ерудит-квартет. У 2012 році кременчуцька команда «Игры разума» виборола право виступати у Вищій лізі України з гри Що? Де? Коли?.
Також у місті діють клуби гри у мафію.

## Молодіжні організації
У місті діють декілька молодіжних організацій, серед них Кременчуцький міський комітет молодіжних організацій (КМКМО) та Молодіжний Парламент Кременчука (МПК). Крім того, у Кременчуці діють близько 60 молодіжних та дитячих громадських організацій, спільно з якими щорічно реалізуються молодіжні програми та проекти. Найбільш активні з них: «Фонд підтримки студентської молоді»; «На крилах надії України»; «Велосипед».

### Кременчуцький міський комітет молодіжних організацій
Об'єднання молодіжних громадських організацій міста Кременчука, створене 28 липня 1998 року для представництва інтересів молодіжних організацій м. Кременчука на всеукраїнському та обласному рівнях, в органах державної влади та місцевого самоврядування; зареєстрований 22 січня 1999 р. виконкомом Кременчуцької міської ради.
Вищим керівним органом є Рада КМКМО, до якої входить по одному представнику від кожної організації – члену. На сьогоднішній день (кінець 2019 року) 9 молодіжних громадських організацій є членами КМКМО. Правління є керівним органом між зборами Ради, до складу якого входить 21 особа. Голова та Виконавчий директор КМКМО є офіційними представниками КМКМО у відносинах з органами державної влади; очолює Правління.

### Молодіжний Парламент Кременчука
Історія Молодіжного Парламенту Кременчука бере свій початок у 1998 році. У січні 2001 року всі діючі міські молодіжні громадські організації та органи студентського самоврядування вищих навчальних закладів провели установчу сесію спілки молодіжних організацій «Молодіжний Парламент Кременчука». З 2004 року Молодіжний Парламент Кременчука є дорадчим органом Кременчуцької міської ради.

### Діяльність
З 2018 року на базі позаміського дитячого закладу оздоровлення та відпочинку «Супутник» проходить другий освітньо-патріотичний табір «Молодіжна патріотична платформа».
24-26 серпня 2018 року в позаміському дитячому закладі оздоровлення та відпочинку «Зоряний» було проведено Міжрегіональний молодіжний форум «Молодь. Кар’єра. Успіх». Захід зібрав 230 підліткі з усієї України. Організаторами форуму виступили Управління у справах молоді та спорту виконавчого комітету Кременчуцької міської ради, Центр «Розвиток корпоративної соціальної відповідальності», Фонд ООН у галузі народонаселення, Молодіжний Парламент Кременчука, Кременчуцький міський комітет молодіжних організацій та Кременчуцький міський центр соціальних служб для сім`ї, дітей та молоді.

### Щорічна діяльність

#### «Серце до серця»
Щорічно береться участь у благодній акції "Серце до серця". За роки проведення акції зібрано понад 1 млн гривень (на початок XIV акції). А 2018 року місто Кременчук зібрало 502 518,00 гривень та посіло перше місце у рейтингу міст та областей України за загальною кількостю зібраних коштів під час проведення благодійної акції.

#### День місцевого самоврядування
З нагоди відзначення Дня місцевого самоврядування у місті щороку реалізовується проект «Стажування молоді  в органах місцевого самоврядування». Протягом тижня з 28 листопада до 6 грудня 33 представника молоді, з числа лідерів молодіжних громадських організацій та студентського самоврядування проходять стажування у виконавчому комітеті Кременчуцької міської ради.

#### «Святий Миколай – дітям»
Кожного року проводиться акція «Святий Миколай – дітям», у якій волонтери проводять збір подарунків для дітей, які знаходяться у соціальних закладах міста та сім’ях, що опинились у складних життєвих обставинах. 

## Урочисті події у Кременчуці

### Новий рік
На Новий рік зазвичай встановлюєть у місті біля двох десятків ялинок (в Автозаводському районі — 13) та ще безліч у вітринах та біля магазинів. Головною вважається ялинка на площі Незалежності Щорічно проводиться конкурс на найкращу ялинку. Декілька останніх років перемогу здобуває ялинка біля Кредмашу. Прибирають ялинки зазвичай після 14 січня.
До дня Святого Миколая проводиться акція «Святий Миколай — дітям», у рамках якої жителі міста та підприємства збирають подарунки для дітей притулків «Промінь», «Пролісок», інтернату Макаренка, допоміжної школи та будинку дитини.

### Свято Водохреща
19 січня у Кременчуці, на Свято Водохреща, проводиться  водохрещення на березі Дніпра на території річкового вокзалу, на річці Сухий Кагамлик (територія Спасо-Преображенського храму), а також на Демурівскої човнової станції. Хрещення у Кременчуці проводять окремо УПЦ МП та УПЦ КП. Також парафіяни разом з духовенством Свято-Миколаївського собору УПЦ КП проходять хресним ходом маршрутом: вулиця 29 вересня—сквер Олега Бабаєва—вулиця Соборна—площа Перемоги—вулиця Генерала Жадова—вулиця Першотравнева—річковий вокзал.

### Восьме березня
Наприкінці квітня у місті проходить Благодійний Бал у рамках всеукраїнської акції «Серце до серця».

### День Конституції
Зазвичай День Конституції у Кременчуці святкується разом з Днем молоді у останні вихідні червня.
Зранку традиційно на площі Перемоги ХК «АвтоКрАЗ» проводить виставку автомобілів, серед яких останні моделі КрАЗів, раритетні марки, ретроавтомобілі, байки, картинги, зразки позашляховиків, техніка в/ч А1546.
Надвечір на сцені встановленій на площі починають виступати кременчуцькі співочі та танцювальні гурти, яких годині о дев'ятій змінюють співаки чи гурти національного масштабу. За 10 кінця свята, на сцену виходить кременчуцький голова щоб привітати жителів та гостей міста зі святом. Все дійство завершує салют.

### Івана Купала
Основні урочистості з святкування свята Івана Купала відбуваються у Парку Придніпровському. Виступає духовий оркестр, відбувається театралізоване шоу на літній сцені. Апофеозом свята є розпалювання багаття перед літньою сценою.

### День міста

Емблема до 440-річчя Кременчука (автор О. Манько)

День міста відзначається 29 вересня. Цей день обрано бо саме цього дня у 1943 році радянські війська оволоділи містом, відбивши його у німців. Зазвичай святкування відбувається у найближчі вихідні, але вже за тиждень проходять різні події присвячені цьому дню, як то відкриття пам'ятних дощок або пам'ятників.
Проводиться інвестиційний форум «Кременчук — відкрите місто».
У рамках святкувань, у Кременчуці проходить фестиваль Екстрім-зон. 2011 року Екстрім-зон проводився всьоме. У ньому взяли участь щонайменше 10 тисяч чоловік. Традиційно на екстрім-майданчику відбудуться змагання з беміксу, паркуру, катанню на роликових ковзанах, скейтах. Проводяться ігри з вуличного футболу та баскетболу, змагання із стрітболу, лазертангу, конкурси для діджеїв та прихильників графіті.
Безпосередньо у день святкувань відбувається мітинг пам'яті біля пам'ятнику «Воїну — визволителю» у сквері ім. Олега Бабаєва, виставка «Осінній вернісаж», фестиваль квітів «Квітковий парад», працює містечко майстрів. Надвечір — концерт та святковий феєрверк на площі Перемоги.

### День студента
До дня студента проводиться серед вузів всіх рівнів акредитації конкурс «Студент року», переможець, якого бере участь в обласному конкурсі.
Восени проходить конкурс краси «Королева КрНУ».
Існує артгрупа «Творчий Кременчук» — спілка талановитої молоді, яка включає в себе поетів, письменників, художників і всю творчу молодь Кременчука.